# Lotusiphantes
Lotusiphantes là một chi nhện trong họ Linyphiidae.